# 施羅德山
85°23′S 175°12′W / 85.383°S 175.200°W
施羅德山是南極洲的山峰，位於杜費克海岸，屬於丘默勒斯山的一部分，處於埃利斯海崖東南面6公里，海拔高度2,680米，以美國研究隊的氣象學家命名。